# Хорошунова, Ирина Александровна
Ирина Александровна Хорошунова (1913—1993) — киевлянка, художница. Родом из дворянской семьи. Мать расстреляна в годы сталинских репрессий, родная сестра казнена немцами в 1943 году вместе со всей семьёй и малолетним ребёнком за помощь подпольщикам в годы Великой Отечественной войны.
И. А. Хорошунова вошла в историю Киева как автор подробных мемуаров, неоднократно перепечатывавшихся в Интернет-ресурсах и в ряде газет — дневника, где она описывает киевский быт периода германской оккупации.

## Сочинения
- http://gordonua.com/publications/kievlyanka-horoshunova-kak-slozhilas-zhizn-avtora-memuarov-ob-okkupacii-kieva-posle-voyny-112353.html
- Хорошунова И. А. Первый год войны. Киевские записки. Архивировано из оригинала 13 ноября 2012 года.
- Хорошунова И.А. Второй и третий годы войны. Киевские записки. Дата обращения: 18 апреля 2019. Архивировано 6 апреля 2019 года.